# Sphaerodactylus savagei
Sphaerodactylus savagei е вид влечуго от семейство Sphaerodactylidae. Видът не е застрашен от изчезване.

## Разпространение и местообитание
Разпространен е в Доминиканска република.
Обитава пасища и храсталаци.